# Eumanota parahumeralis
Eumanota parahumeralis är en tvåvingeart som beskrevs av Papp 2004. Eumanota parahumeralis ingår i släktet Eumanota och familjen svampmyggor.
Artens utbredningsområde är Taiwan. Inga underarter finns listade i Catalogue of Life.